# غلوريا سوانسون

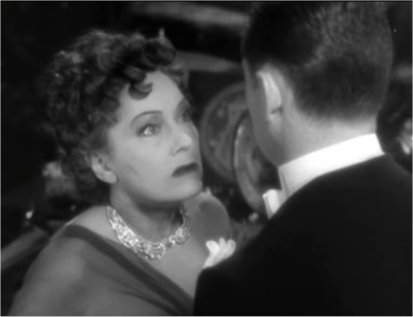
غلوريا سوانسون في فيلم سانسيت بوليفارد

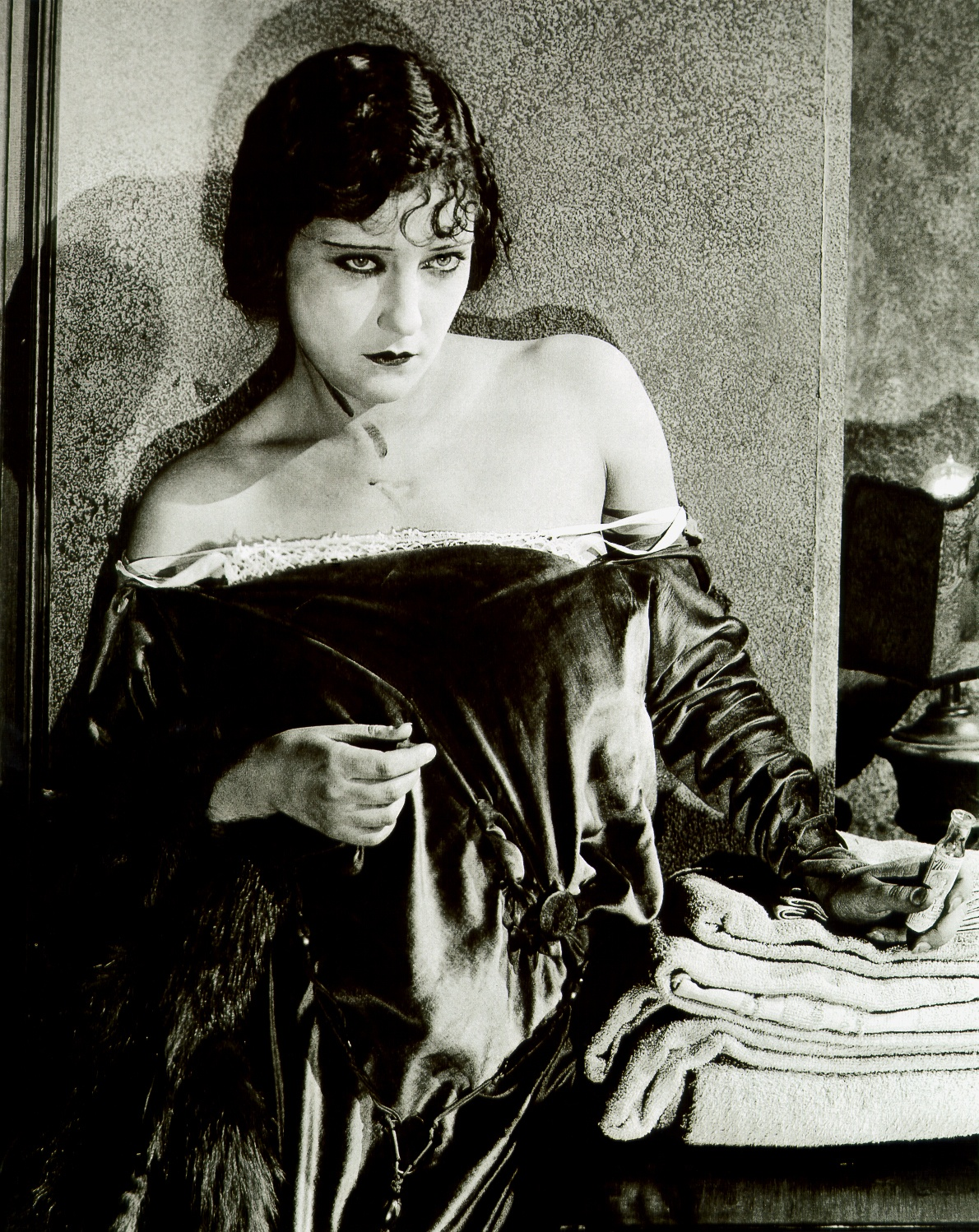
سوانسون في فيلم لماذا تغير زوجتك (1920)

غلوريا ماي جوزفين سوانسون (بالإنجليزية: Gloria Swanson)‏ (27 مارس 1899 - 4 أبريل 1983)، ممثلة ومنتجة أمريكية كانت نجمة في عصر السينما الصامتة كممثلة وأيقونة أزياء، وخاصة تحت إشراف سيسيل ديميل. كان سوانسون من أهم نجمات شباك التذاكر في هوليوود طوال عشرينيات القرن العشرين.
لعبت سوانسون دور البطولة في عشرات الأفلام الصامتة وتم ترشيحها لجائزة الأوسكار الأولى في فئة أفضل ممثلة. أنتجت أيضا أفلامها الخاصة، بما في ذلك سيدي تومسون و The Love of Sunya. انتقلت سوانسون إلى الأفلام الناطقة في عام 1929 مع فيلم The Trespasser. تراجعت شعبيتها خلال ثلاثينيات بسبب مشاكلها الشخصية وتغير الأذواق وانتقلت إلى المسرح، ولاحقا إلى التلفزيون. اشتهرت في دور نجمة السينما الصامتة نورما ديزموند في فيلم سانسيت بوليفارد، مع النجم الصاعد آنذاك ويليام هولدن، في عام 1950.

## بدايات حياتها
ولدت غلوريا ماي جوزفين سوانسون  في منزل صغير في شيكاغو في عام 1899 وهي ابنة أديليد (اسمها قبل الزواج كلانوسكي) وجوزيف ثيودور سوانسون، وهو جندي. درست في أكاديمية هوثورن سكولاستيك. كان والدها من عائلة سويدية لوثرية صارمة، وكانت والدتها من أصول ألمانية وفرنسية وبولندية.
انتقلت العائلة بشكل متكرر بسبب ارتباط والدها بالجيش الأمريكي، وقضت غلوريا معظم طفولتها في بورتوريكو حيث تعلمت الإسبانية. كما أمضت بعض الوقت في كي ويست في فلوريدا. لم تكن تنوي الدخول في مجال الاستعراض، ولكن إحدى خالاتها أخذتها إلى شركة أفلام صغيرة في شيكاغو تسمى استوديوهات إساناي، وطلب من سوانسون العودة للعمل ككومبارس.
بعد بضعة أشهر في دور الكومبارس مع نجوم مثل تشارلي تشابلن، وتجني 13.50 دولار في الأسبوع، ترك سوانسون المدرسة للعمل في الاستوديو بدوام كامل. وسرعان ما انفصل والداها وانتقلت هي وأمها إلى كاليفورنيا.

## مسيرتها المهنية
قدمت سوانسون أول أدوارها في الأفلام في عام 1914 كممثلة كومبارس في ذا سونغ أوف سول من إنتاج شركة إساناي. انتقلت بعد ذلك إلى كاليفورنيا في عام 1916 لتظهر قبالة بوبي فيرنون في أفلام استوديوهات كيستون الكوميدية لماك سينيت. ذاع صيت الثنائي بفضل الكيمياء الرائعة بينهما على الشاشة. وذكر المخرج تشارلي تشيس أن غلوريا «كانت خائفة حتى الموت» من مغامرات فيرنون الخطيرة. مع ذلك، فإنها تغلبت على مخاوفها، وكثيرًا ما تعاونت مع فيرنون. من بين الأفلام الباقية التي يظهرا فيها معًا: ذا دينجر غيرل (1916)، وذا سولتانز وايف (1917)، وتيدي ات ذا ثروتيل (1917).
في عام 1919، وقعت عقدًا مع باراماونت بيكتشرز وعملت غالبًا مع المخرج سيسيل ديميل، الذي حوّلها إلى أدوار البطولة في الأفلام الرومنسية مثل دونت تشينج يور هازبند (1919)، وميل أند فيميل (1919) الذي احتوى على المشهد الشهير الذي مثلت فيه دور «عروس الأسد» مع أسد حقيقي، وواي تشينج يور وايف؟ (1920)، وسَمثنغ تو ثِنك أباوت (1920)، وذي أفّيرز أوف أناتول (1921).
في غضون عامين، انطلقت سوانسون إلى النجومية وكانت من أكثر الممثلات المرغوبات في هوليوود. ظهرت في وقت لاحق في سلسلة من الأفلام التي أخرجها سام وود. قامت بدور البطولة في فيلم بيوند ذا روكس (خلف الصخور) (1922) مع صديقها القديم، رودلف فالنتينو. (أُعيد اكتشاف فيلم بيوند ذا روكس الذي اعتُقد لفترة طويلة أنه فيلم مفقود في عام 2004 ضمن مجموعة خاصة في هولندا وهو متاح الآن على دي في دي). استمرت سوانسون بالتمثيل في أفلام الدراما للأعوام القليلة القادمة. كانت أفلامها ناجحة للغاية بالنسبة لباراماونت لدرجة أن الإستوديو خشي فقدها ورضخ لكثير من أهوائها ورغباتها.
خلال أوج ازدهار سوانسون، كان الجمهور يذهب إلى أفلامها ليس لمتابعة أدائها فحسب، بل ولمشاهدة ثيابها أيضًا. غالبًا ما تزينت بالخرز والمجوهرات وريش الطاووس والنعام وغيرها من القطع الفخمة من متاجر الملابس الراقية. نُسخت الأزياء الخاصة بها، وتصفيفات الشعر، والمجوهرات في شتى أنحاء العالم. كانت سيدة الشاشة في الأناقة وأصبحت واحدة من أشهر النساء في العالم والأكثر تصويرًا.
في عام 1925، قامت سوانسون بدور البطولة في الفيلم الفرنسي الأمريكي مدام سانس جين، من إخراج ليونس بيريه. سُمح بالتصوير لأول مرة في العديد من المواقع التاريخية المرتبطة بنابليون. في حين أنه حظي بالاستحسان في ذلك الوقت، إلا أنه لا توجد نسخ معروفة له، ويُعد الفيلم مفقودًا. خلال إنتاج مدام سانس جين، التقت سوانسون بزوجها الثالث، هنري ماركيز دي لا فاليس، الذي عُيّن ليكون مترجمها أثناء إنتاج الفيلم. بعد الإقامة لمدة أربعة أشهر في فرنسا عادت إلى الولايات المتحدة حاملة لقبًا من طبقة نبلاء أوروبا، والذي يُعرف حاليًا باسم ماركيز. حظيت بترحيب ضخم مع مواكب في نيويورك ولوس أنجلوس. ظهرت سوانسون في فيلم قصير عام 1925 من إنتاج لي دي فورست في عملية تركيب الصوت على فيلمه الناطق. صورت عددًا من الأفلام لصالح شركة باراماونت، ومن بينها ذا كوست أوف فولي، وستيج سترَك، وفاين مانرز.
في عام 1927، قررت رفض عقد بقيمة مليون دولار سنويًا (ما يعادل 14,700,000 دولار في عام 2019) مع باراماونت للانضمام إلى شركة يونايتد آرتيست المُنشأة حديثا، إذ كانت رئيسة نفسها وكان بوسعها أن تصنع الأفلام التي ترغب بها، ومع من ومتى أرادت ذلك. كان أول فيلم مستقل لها، لوف أوف سونيا، من إخراج ألبرت باركر، والذي كان مبنيًا على مسرحية ذي آيز أوف يوث، لماكس مارسين وتشارلز غويرنون. كان الفيلم من إنتاج سوانسون وبطولتها، وشارك جون بولز وباولين غارون في بطولته أيضًا. يروي الفيلم قصة امرأة شابة تتمتع بالقدرة على رؤية مستقبلها، بما في ذلك مستقبلها مع رجال مختلفين. صُوّرت القصة مسبقًا في مسرحية آيز أوف يوث من بطولة كلارا كيمبل يونغ (كان هذا الإنتاج من إخراج ألبرت باركر أيضًا والذي كان سبب اكتشاف جون ماثيس لرودلف فالنتينو). شابت عملية الإنتاج عدة مشاكل، كان أبرزها عدم وجود المصور الملائم للتعامل مع حالات التعريض المزدوج المعقدة في الفيلم، إذ لم تعتد سوانسون على تولي المسؤولية، وجرى تصوير الفيلم في نيويورك. عُرض الفيلم لأول مرة في الافتتاح الكبير لمسرح روكسي في مدينة نيويورك في 11 مارس 1927. (صُوّرت سوانسون في وسط أنقاض روكسي في 14 أكتوبر 1960، أثناء هدم المسرح، في صورة شهيرة التقطها المصور إليوت إليسوفون ونُشرت في مجلة لايف). كان الإنتاج كارثي وشعرت سوانسون بأن نجاحه كان دون المستوى في أحسن الأحوال. عادت سوانسون إلى هوليوود بناءً على نصيحة جوزيف شينك، إذ توسلها شينك بأن تصور فيلمًا أكثر تجارية. وافقت سوانسون على ذلك، غير أن المطاف انتهى بها بتصوير فيلم سيدي تومسون الأكثر إثارة للجدل بدلًا من ذلك.

### سيدي تومسون
مع شعورها بأنها لن تتمتع بأي قدر من الحرية الفنية والاستقلالية التي تمتعت بها من قبل في ذلك الوقت، قررت سوانسون «أنها تريد تصوير فيلم غولد رَش (حمى الذهب)». ناشدها شينك للقيام بفيلم ناجح تجاريًا مثل فيلم ذا لاست أوف مسز تشيني. شعرت سوانسون بأنه نمطي للغاية، وقررت دعوة المخرج راؤل والش، الذي كان متعاقدًا مع شركة فوكس فيلم آنذاك. اشتهر والش بطرح مادة مثيرة للجدل في الأفلام، واقترح في اجتماعهم الأول مسرحية رين (1923) لجون كولتون وكليمنس راندولف، المبنية على قصة مس تومسون لسومرست موم في عام1921. شاهدت جين إيغلز تؤدي الدور مرتين، وتمتعت به.
بسبب محتواه، كان إنتاج الفيلم شبه مستحيل في ظل قيود قانون بري كود المعروف باسم احترازات الصيغة والمسموحات والمحظورات. أُدرجت هذه المسرحية على القائمة السوداء غير الرسمية وحُظرت من صناعة الأفلام قبل عام. في محاولة لتجنب المشاكل، استبعدت سوانسون ووالش الألفاظ غير اللائقة، وأُعيد تسمية «القس ديفيدسون» بـ«السيد ديفدسون»، وصرحا بأنه من صالح الأخلاق أن تُنتج الصورة كما أنتج إيرفينج ثالبرج فيلم ذا سكارليت لِترز (1926).
وجهت سوانسون دعوة إلى ويل هايز، الذي كان سيصبح لاحقًا المسؤول عن الرقابة الرئيسية على صناعة الأفلام الأميركية تحت مسمى قانون هايز (قانون إنتاج الأفلام)، لتناول الغداء ولخصت حبكة الفيلم، وذكرت اسم المؤلف والنقاط الشائكة. وفقًا لسوانسون، قطع هايز وعدًا لفظيًا بأنه ليس لديه مشكلة في صناعة مثل هذا الفيلم. شرعت سوانسن في الحصول على حقوق المسرحية من خلال جعل شينك يتظاهر بشرائها باسم يونايتد آرتيست، ولا يمكن استخدامها أبدًا. تمكنا من الحصول على حقوق القصة بمبلغ 60 ألف دولار بدلًا من قيمتها الاصلية التي تبلغ 100 ألف دولار. وحين ظهرت الأخبار حول المقصود من المسرحية، هدد المؤلفون الثلاثة بمقاضاة المشاركين في المسرحية. تواصلت سوانسون لاحقًا بسومرست موم بشأن حقوق صنع جزء آخر، وعرض منحها مقابل 25 ألف دولار. ادعى موم أن شركة فوكس طالبت بجزء آخر في نفس الوقت الذي اشترت فيه سوانسون حقوق القصة الأصلية. كان الجزء الثاني سيتابع المزيد من محاولات الاستغلال التي تعرضت لها سيدي في أستراليا، إلا أنه لم يُصنع الإطلاق.

## روابط خارجية
- غلوريا سوانسون على موقع IMDb (الإنجليزية)
- غلوريا سوانسون على موقع الموسوعة البريطانية (الإنجليزية)
- غلوريا سوانسون على موقع روتن توميتوز (الإنجليزية)
- غلوريا سوانسون على موقع مونزينجر (الألمانية)
- غلوريا سوانسون على موقع ألو سيني (الفرنسية)
- غلوريا سوانسون على موقع ميوزك برينز (الإنجليزية)
- غلوريا سوانسون على موقع تيرنر كلاسيك موفيز (الإنجليزية)
- غلوريا سوانسون على موقع أول موفي (الإنجليزية)
- غلوريا سوانسون على موقع قاعدة بيانات برودواي على الإنترنت (الإنجليزية)
- غلوريا سوانسون على موقع قاعدة بيانات الأفلام السويدية (السويدية)